# 조시 헨더슨
조시 헨더슨(Josh Henderson, 1981년 10월 25일 ~ )은 미국의 배우이다.

## 출연 작품

### 영화
- 핑거프린트 - 펜 역
- 만우절
- 저크 이론
- 러쉬라이트 - 빌 역
- 거리의 보안관 - 보이드 역

### 드라마
- 90210 시즌 2 (CWTV)
- 어렌지먼트 (E!)